# Джефферсон (приход)
Дже́фферсон (англ. Jefferson Parish, фр. Paroisse de Jefferson) — приход штата Луизиана, США. Официально основан в 1825 году. По состоянию на 2015 год, численность населения составляла 436 275 человек. Назван в честь одного из отцов-основателей, третьего президента США Томаса Джефферсона.

## География
По данным Бюро переписи США, общая площадь прихода равняется 1 722,352 км2, из которых 766,641 км2 — суша, и 958,301 км2, или 56,00 %, — это водоёмы.

## Население
По данным переписи населения 2010 года на территории прихода проживает 432 552 жителей в составе 176 234 домашних хозяйства. Плотность населения составляет 574,00 человека на км2. На территории прихода насчитывается 187 907 жилых строений, при плотности застройки около 237,00-ти строений на км2. Расовый состав населения: белые — 69,82 %, афроамериканцы — 22,86 %, коренные американцы (индейцы) — 0,65 %, азиаты — 3,09 %, гавайцы — 0,08 %, представители других рас — 2,18 %, представители двух или более рас — 1,65 %. Испаноязычные составляли 7,12 % населения независимо от расы.
В составе 31,90 % из общего числа домашних хозяйств проживают дети в возрасте до 18 лет, 48,20 % домашних хозяйств представляют собой супружеские пары, проживающие вместе, 15,40 % домашних хозяйств представляют собой одиноких женщин без супруга, 31,80 % домашних хозяйств не имеют отношения к семьям, 26,70 % домашних хозяйств состоят из одного человека, 8,40 % домашних хозяйств состоят из престарелых (65 лет и старше), проживающих в одиночестве. Средний размер домашнего хозяйства составляет 2,56 человека, и средний размер семьи 3,13 человека.
Возрастной состав прихода: 25,30 % моложе 18 лет, 9,10 % от 18 до 24, 30,20 % от 25 до 44, 23,40 % от 45 до 64 и 11,90 % от 65 и старше. Средний возраст жителя прихода 36 лет. На каждые 100 женщин приходится 92,40 мужчин. На каждые 100 женщин старше 18 лет приходится 88,60 мужчин.
Средний доход на домохозяйство прихода составлял 38 435 USD, на семью — 45 834 USD. Среднестатистический заработок мужчины был 35 081 USD против 24 921 USD для женщины. Доход на душу населения составлял 19 953 USD. Около 10,80 % семей и 13,70 % общего населения находились ниже черты бедности, в том числе — 20,00 % молодежи (тех, кому ещё не исполнилось 18 лет) и 9,80 % тех, кому было уже больше 65 лет.